# José Luis Pérez Caminero
José Luis Pérez Caminero (Madrid, 8 de noviembre de 1967), más conocido simplemente como Caminero, es un exfutbolista español que jugaba de centrocampista.

## Biografía
Nació en la capital española, pero pasó toda su infancia en Leganés.
Empezó jugando en las categorías inferiores del Real Madrid, llegando a jugar en el segundo equipo, el Real Madrid Castilla. 
En 1989 fichó por el Real Valladolid. Con este equipo debutó en la Primera división de la liga española de fútbol el 8 de octubre de 1989 en el partido C. D. Logroñés 1-0 Real Valladolid.
En este equipo pronto se hizo un hueco en el once titular. En la temporada 91-92 descendió con su equipo a Segunda división. En la temporada siguiente quedó segundo clasificado, consiguiendo el ascenso a la máxima categoría.
En 1993 fichó por el Club Atlético de Madrid. Allí vivió sus mejores momentos como futbolista. En la temporada 95-96 se proclamó campeón de Liga y Copa del Rey con el conjunto rojiblanco. Aquella temporada fue considerado el mejor jugador de fútbol español del momento.
Tras la consecución de la liga, siguió en el Atlético de Madrid. Sin embargo, año tras año, iba teniendo menos brillantez. Ante esta situación, en 1998 regresó de nuevo al Real Valladolid donde jugó seis temporadas más antes de retirarse de los terrenos de juego. Su última temporada (03-04) su equipo descendió a Segunda división.
Disputó un total de 408 partidos en Primera división en los que anotó 57 goles- Su fama de jugador que no se esfuerza todo lo que puede, le persiguió hasta su retirada.[cita requerida] Algunos entrenadores, como Javier Clemente, chocaron con el jugador por este motivo.[cita requerida]
En 2009 fue detenido en una operación antidroga e imputado por blanqueo de capitales. En octubre de 2018 aceptó su implicación en la trama y acordó con el Ministerio Fiscal el cumplimiento de una condena de 4 meses de cárcel y el pago de una multa de 17 237 euros. Para evitar los cuatro meses de cárcel, su abogado consiguió sustituir esta pena de prisión por una multa diaria de 10 euros durante 8 meses.
En mayo de 2011 fue fichado como nuevo director deportivo del Atlético de Madrid en sustitución de Jesús García Pitarch.
En junio de 2018 fichó por el Málaga C. F. como director deportivo.

## Selección nacional
Caminero fue internacional con la selección de fútbol de España en 21 ocasiones. Su debut como internacional fue el 8 de septiembre de 1993 en el partido España 2-0 Chile.
Caminero marcó un total de ocho goles con su selección. Disputó la Copa Mundial de Fútbol de Estados Unidos de 1994 y la Eurocopa 1996

### Participaciones en Copas del Mundo
Participó con la selección española en la Copa Mundial de Fútbol de Estados Unidos de 1994 disputando cuatro encuentros contra Corea del Sur, Alemania, Bolivia e Italia.
Se convirtió en la estrella española en ese mundial, ya que fue de menos a más y fue capaz de realizar el mejor fútbol dentro de la selección.[cita requerida] De hecho, en el primer partido contra Corea del Sur no marcó, pero sí lo haría después en tres ocasiones. Dos contra Bolivia en el tercer partido y uno contra Italia, un gol que significó el empate, a pesar de que más tarde Roberto Baggio conseguiría el definitivo 1-2.

## Clubes

### Como jugador
| Club                      | País          | Año           | Partidos | Goles |
| ------------------------- | ------------- | ------------- | -------- | ----- |
| Real Madrid Castilla      | España        | 1987-1989     | 42       | 4     |
| Real Valladolid Deportivo | España        | 1989-1993     | 163      | 5     |
| Atlético de Madrid        | España        | 1993-1998     | 186      | 48    |
| Real Valladolid C. F.     | España        | 1998-2004     | 166      | 16    |
| Total carrera             | Total carrera | Total carrera | 557      | 73    |

### Como director deportivo
| Club                  | País   | Año       |
| --------------------- | ------ | --------- |
| Real Valladolid C. F. | España | 2006-2008 |
| Atlético de Madrid    | España | 2011-2018 |
| Málaga C. F.          | España | 2018-2019 |

## Palmarés

### Títulos nacionales[2]
| Título                     | Club               | País   | Año     |
| -------------------------- | ------------------ | ------ | ------- |
| Copa del Rey               | Atlético de Madrid | España | 1995-96 |
| Primera División de España | Atlético de Madrid | España | 1995-96 |